# Palacio (Madrid)
Palacio es el nombre que recibe en la ciudad de Madrid el barrio n.o 11, el de mayor extensión de los seis que componen el distrito Centro. Dentro de él se encuentran el Palacio Real de Madrid, el Teatro Real de Madrid, la antigua morería y las cavas, la plaza de la Villa y parte del Madrid de los Austrias. También alberga la zona conocida como «barrio de La Latina», considerado por muchos un barrio propio.

## Límites

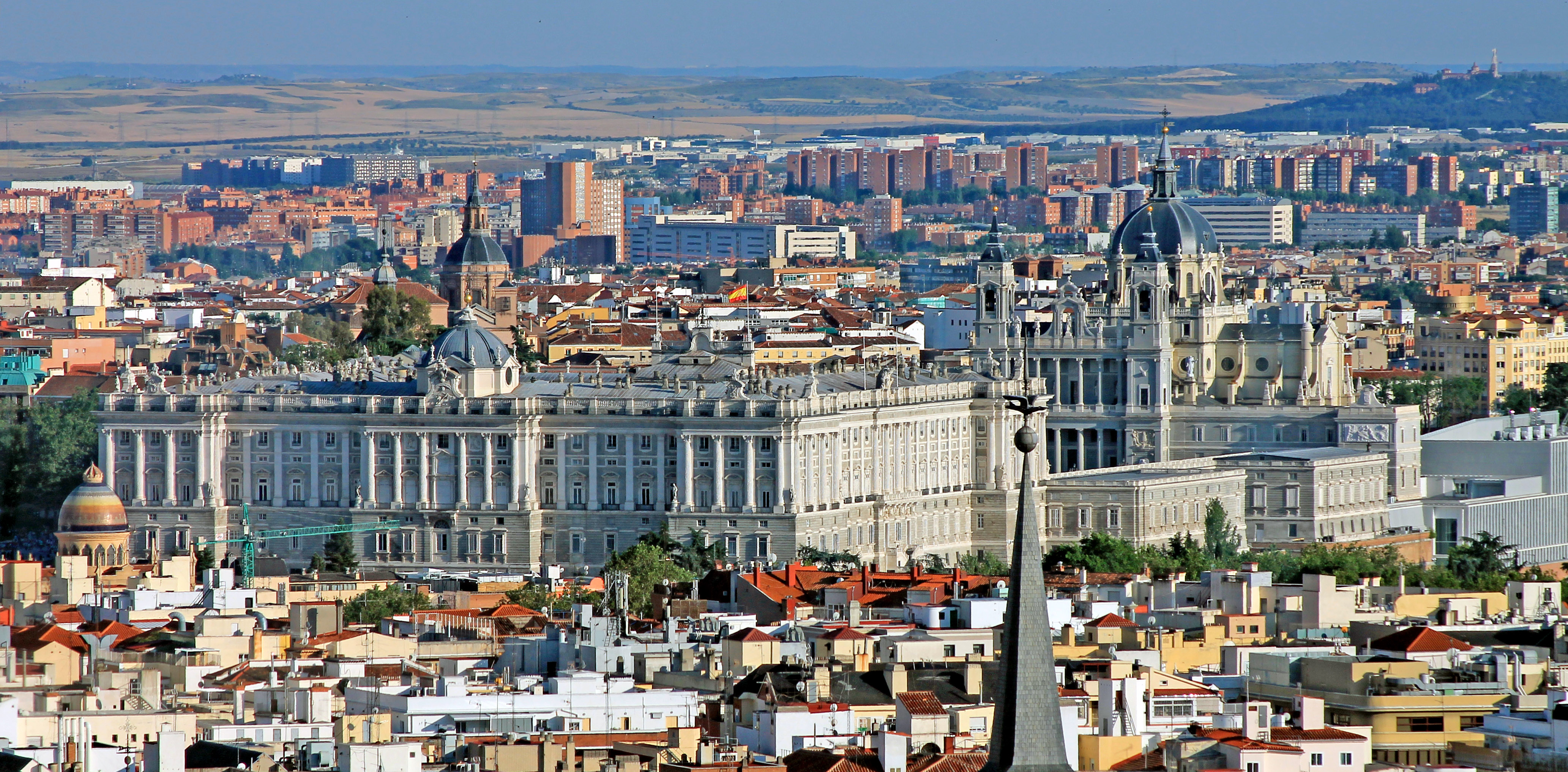
Palacio Real y catedral de la Almudena

El barrio de Palacio está limitado al norte por la Cuesta de San Vicente, la Plaza de España y la Calle de Leganitos; al oeste por el río Manzanares y la calle Segovia; al Este por las calles Jacometrezo, Costanilla de los Ángeles, Fuentes, Arco de Cuchilleros y Toledo; y al Sur por el vértice de la Ronda de Segovia con la calle de Toledo.

## Cultura

### Museos
Además del conjunto museístico del Palacio Real, está el Museo del Convento de la Encarnación.

### Archivos y Bibliotecas
Como centros de investigación destacan los archivo y bibliotecas del Palacio Real y del Senado, y el edificio de la Real Academia Nacional de Medicina en la calle Arrieta.

### Teatros
Salas de espectáculos con tradición en este barrio son: el Coliseum (Teatro Coliseum, Cine Coliseum y Arteria Coliseum) y el teatro Lope de Vega, en la calle Gran Vía; el Teatro Arlequín, en San Bernardo, n.º 5; el Real Cinema en la Plaza de Isabel II, frente al Teatro Real de Madrid.

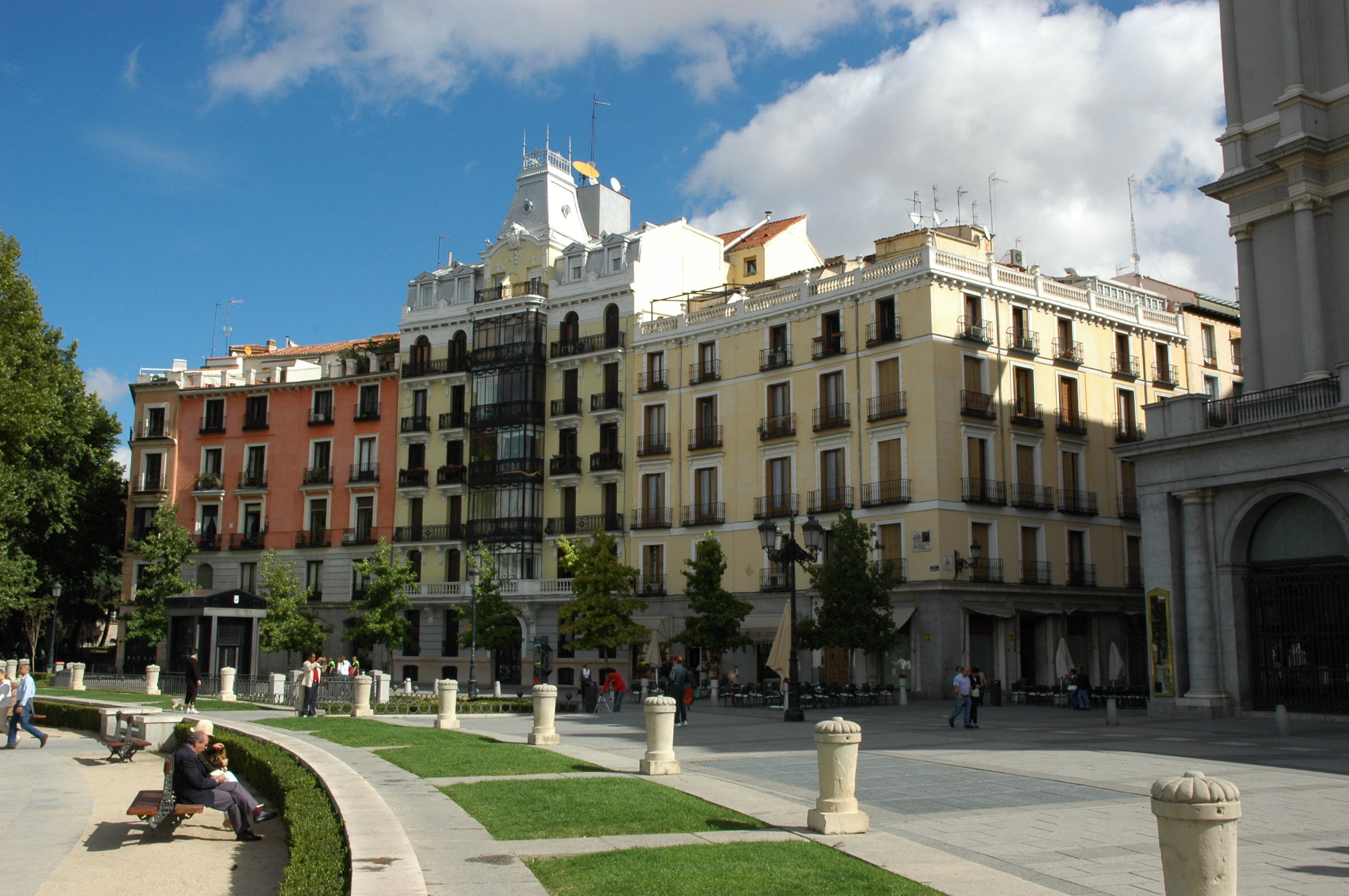
Edificios en la Plaza de Oriente.

### Edificios notables

#### Palacios
Además del Palacio Real, que con una extensión de 135 000 m² y 3418 habitaciones (en superficie, casi el doble que el Palacio de Buckingham o el Palacio de Versalles), es el palacio real más grande de Europa Occidental, y que da nombre al barrio, destacan ejemplos de arquitectura palaciega como el Palacio del Conde de Altamira, el Palacio de los Duques de Granada de Ega, la Casa Palacio de Elduayen o el Palacio del Marqués de Grimaldi, Palacio del Senado.

#### Arquitectura religiosa e industrial
Clásicos de la historia de la arquitectura madrileña pueden considerarse la edificio de la Compañía Asturiana de Minas en el límite inferior de la Plaza de España. Entre los edificios religiosos, además de los ya mencionados, pueden añadirse el Convento de las Reparadoras (antes sede del Santo Oficio), y el Templo Nacional Santa Teresa de Jesús, con su curiosa cúpula de azulejería hispano-musulmana.

#### Parques y zonas verdes
Además de los jardines del recinto del Palacio Real de Madrid, destacan en el barrio los Jardines de Las Vistillas, así como los parques de Atenas y del Emir Mojamed I, además de otras zonas ajardinadas como la Dalieda de San Francisco o las franjas verdes de la Cuesta de los Ciegos y la Cuesta de las Descargas.

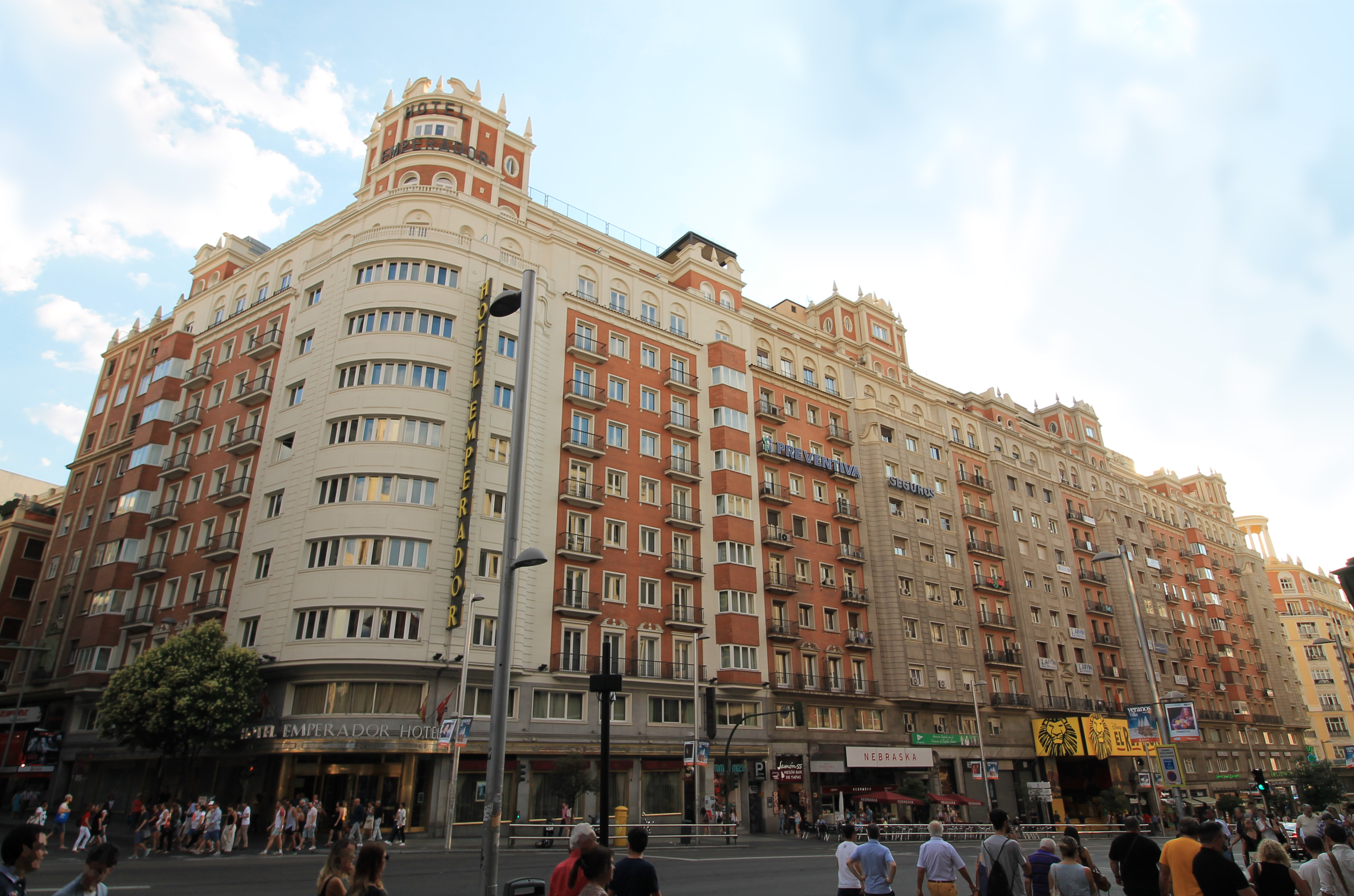
Edificio Los Sótanos.

## Centros comerciales
Con una castiza tradición histórica se conserva en la calle Gran Vía de Madrid el conjunto comercial conocido como Los Sótanos; muy cerca tienen sucursales grandes firmas de almacenes como El Corte Inglés o multinacionales como la Fnac.

## Transportes

### Cercanías Madrid
La única estación de Cercanías que da servicio al barrio es la de Príncipe Pío (C-7 y C-10), situada en la Glorieta de San Vicente.

### Metro de Madrid
Las estaciones que dan servicio al barrio son: Ópera (L2, L5, LR), Santo Domingo (L2), Callao (L3, L5), Plaza de España (L3, L10), Príncipe Pío (L6, L10, LR), La Latina y Puerta de Toledo (L5).

### Autobuses
Un gran número de líneas de autobuses dan servicio al distrito. Las líneas son:
| Línea | Terminales                                      |
| ----- | ----------------------------------------------- |
| 1     | Cristo Rey – Prosperidad                        |
| 2     | Manuel Becerra – Reina Victoria                 |
| 3     | Puerta de Toledo – San Amaro                    |
| 17    | Plaza Mayor – Colonia Parque Europa             |
| 18    | Plaza Mayor – Villaverde Cruce                  |
| 23    | Plaza Mayor – Villaverde Cruce                  |
| 25    | Plaza de España – Casa de Campo                 |
| 31    | Plaza Mayor – Aluche                            |
| 33    | Príncipe Pío – Casa de Campo                    |
| 35    | Plaza Mayor – Carabanchel Alto                  |
| 36    | Atocha – Campamento                             |
| 39    | Plaza de España – Colonia San Ignacio de Loyola |
| 41    | Atocha – Colonia Manzanares                     |
| 44    | Callao – Marqués de Viana                       |
| 46    | Sevilla – Moncloa                               |
| 50    | Plaza Mayor – Avda. Manzanares                  |
| 60    | Pza. de la Cebada – Orcasitas                   |
| 62    | Cristo Rey – Los Puertos                        |
| 65    | Jacinto Benavente – Colonia Gran Capitán        |
| 74    | Pº Pintor Rosales – Parque de las Avenidas      |
| 75    | Callao – Colonia Manzanares                     |
| 133   | Callao – Mirasierra                             |
| 138   | Cristo Rey – Aluche                             |
| 146   | Callao – Los Molinos                            |
| 147   | Callao – Barrio del Pilar                       |
| 148   | Callao – Puente de Vallecas                     |
| 158   | Plaza de España - Los Cármenes                  |
| C1    | Circular 1                                      |
| C2    | Circular 2                                      |
| 001   | Estación de Atocha - Moncloa                    |
| 002   | Puerta de Toledo - Argüelles                    |
| C03   | Puerta de Toledo - Argüelles                    |
| M3    | Puerta de Toledo - Sol / Sevilla                |
| N16   | Cibeles – Avenida de la Peseta                  |
| N18   | Cibeles – Las Águilas                           |
| N19   | Cibeles – Colonia San Ignacio de Loyola         |
| N20   | Cibeles – Pitis                                 |
| N21   | Cibeles – Arroyo del Fresno                     |
| N26   | Alonso Martínez – Aluche                        |
| NC1   | Circular 1                                      |
| NC2   | Circular 2                                      |